# 安希尧
安希尧（1525年—1576年），字勉仁，號少峰，直隸常州府無錫縣（今屬江蘇省無錫市）人，明朝出版家。明朝豪商巨贾安国之孙，安如山之长子，大理寺右寺副王延喆（户部尚书王鏊之长子）之女婿。

## 家庭
长子安绍祖，与张元春、欧大任友好。次子安绍芳，擅长诗书绘画，著有《西林全集》。长女嫁湖广巡抚秦燿，次女嫁都察院都事周炳文。

## 出版物
- 《吴皋先生续集》四卷，（明）喻时撰，明嘉靖四十五年（1566），藏于河南大学图书馆[6]。